# Festung Landau
Die Festung Landau war eine Befestigung vom Typus einer Polygonalfestung in Landau in der Pfalz. Die Arbeiten zur Errichtung vollzogen sich zwischen 1688 und 1691. 1871 wurde die völlig überholte Festung geschleift, nachdem sie 1867 zum Depotplatz herabgestuft worden war. Erhalten geblieben sind beinahe alle Anlagen, die unterhalb des Straßenniveaus liegen. Sichtbar sind heute noch etliche militärische und viele Wohngebäude in der Stadt, die Schleusenanlagen und Mauern entlang der Flussläufe, Festungswerke in Parkanlagen, darunter als größte Einzelanlage Mauerzüge des 1702 erbauten Forts (mit 3,3 km Mauerlänge).

## Geschichte der Festung
Nach dem Dreißigjährigen Krieg wurde die Reichsstadt Landau durch den Westfälischen Friedensvertrag ab 1648 unter den Schutz Frankreichs gestellt. Nach Ende des Pfälzischen Erbfolgekrieges 1697 wurde die Stadt im Frieden von Rijswijk 1697 zusammen mit zehn anderen elsässischen Reichsstädten auch staatsrechtlich Frankreich zugesprochen.
Schon 1673/4 hatte Frankreich die mittelalterliche Stadtbefestigung von Landau zerstören lassen. Mit dem Frieden von Nimwegen kam Landau an Frankreich und war durch den gleichzeitigen Verlust der rechtsrheinischen Festung Philippsburg (1679) sein östlichster Vorposten, der 1680 eine ständige französische Garnison erhielt. Im September 1687 kam der Festungsbaumeister Vauban nach Landau, um ein Befestigungsprojekt zu erarbeiten. Dieses reichte er am 9. Oktober beim König Ludwig XIV. ein, der seine Zustimmung darüber im November gab. Noch im gleichen Jahr begannen die Bauarbeiten am 7 km langen Albersweilerer Kanal, um auf Lastkähnen Baumaterial wie Holz, Kalk und Steine zügig herbeischaffen zu können. Ende April 1688 erfolgte im Beisein des Kriegsministers Marquis de Louvois die Grundsteinlegung. Zunächst hatte Vauban die Bauleitung, gab diese aber schon 1689 an Jacque de Tarade ab.
Mit Hilfe von sechzehn königlichen Bataillonen unter Befehl von General Montclar und etwa 14.000 Bauarbeitern (neuere Untersuchung nennen eine deutlich geringere Anzahl) aus der Umgebung wurde die Fortifikation in der zweiten Vaubanschen Festungsmanier errichtet.
In der Nacht vom 23. auf den 24. Juni 1689 kam es zu einem verheerenden Stadtbrand, der den Großteil der Siedlung zerstörte und die Möglichkeit bot, die Garnisonsstadt zeitgemäß zu strukturieren. Hierbei entstanden geradlinige, breite Straßen und Plätze für die Truppenaufstellungen. 1700 wurde vom Ingenieuroberst Jacques Tarade auf dem nordwestlich gelegenen Hügel ein Kronwerk erbaut, das die Festung von dieser Seite zusätzlich schützte. Die Besatzung der Festung Landau bestand 1702 aus 4.095 Mann Infanterie und 240 Reitern.
Im Spanischen Erbfolgekrieg fanden zwischen 1702 und 1713 insgesamt vier Belagerungen von Landau statt, bei der jedes Mal die Festung an den Belagerer fiel. So wurde 1702 die Festung an die Kaiserlichen übergeben, 1703 fiel sie nach der Schlacht am Speyerbach wieder an die Franzosen, um 1704 erneut an die Reichstruppen zu gehen und 1713 schließlich wieder an die Franzosen zu fallen. Weitere Verstärkungen fanden 1710 statt, so zum Beispiel die Raveline, das auch als Halbmond bezeichnete Vorwerk im Westen des Hauptgrabens. Weiter ausgebaut wurde das Fort in den Jahren 1740–1742, als unter anderem die Minenstollen und das westliche Flucht- und Rückzugstor angelegt wurden. 1793 folgte während der Koalitionskriege eine vergebliche Belagerung der Festung durch preußische Truppen.

Plan der Festung Landau (um 1750)

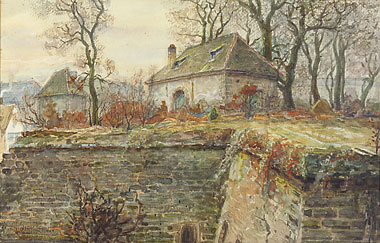
August Croissant (1870–1941), Pfälzer Maler, „Letzter Wallrest der Festung Landau“

Nachdem die Festung nach dem ersten Pariser Frieden bei Frankreich verblieb, folgte am 3. November 1815 der Zuschlag der Festung als Bundesfestung zum neu entstandenen Deutschen Bund. Die Friedensbesatzung der Festung Landau bestand ursprünglich aus 2.800 Bayern. Im Kriegsfall hatte Baden auf Wunsch Bayerns ein Drittel der auf insgesamt 6.000 Mann angewachsenen Kriegsbesatzung zu stellen. Nach Bildung der Reserveinfanteriedivision des Bundesheeres wurde die Zusammensetzung der Besatzungskontingente der Bundesfestung geändert. Am 3. März 1831 wurde auf Beschluss der Bundesversammlung festgelegt, dass sich die Kriegsbesatzung von Landau aus 4.000 Bayern mit den Mischkontingenten der Reservedivision von 2.300 Mann ergänzt. Gouverneur und Kommandant der Bundesfestung Landau wurden von Bayern bestimmt, da sie 1816 von österreichischer in bayerische Zuständigkeit überführt worden war. Zur Zeit des Deutschen Bundes wurden in bedeutenden Erweiterungsarbeiten vor allem zahlreiche detachierte Vorwerke erbaut, die die alte Stadtumwallung dem Wirkungsbereich der feindlichen Artillerie entzogen. Bayern finanzierte ab 1825 den Erhalt der Bundesfestung selbständig, hatte sich dabei aber verkalkuliert, da der Unterhalt deutlich teurer war als die dadurch eingesparten jährlichen Zahlung an den Deutschen Bund, weshalb 1859 die Verwaltung der Fortifikation Landau an den Deutschen Bund abgetreten wurde.
Während des Pfälzer Aufstandes hielt der bayerntreue Kommandant Wilhelm von Jeetze die Festung von Anfang Mai 1849 bis zum Entsatz durch die Preußen unter Moritz von Hirschfeld am 18. Juni 1849. Den erfolglosen Angriff von 5.000 Freischärlern leitete Oberst Ludwig Blenker.
Nach Auflösung des Deutschen Bundes (1866) wurde Landau ein sturmfreier Depotplatz und begann der Abriss einiger Vorwerke. Im Krieg 1870/1 letztmalig armiert und übernahm die Funktion eines wichtigen Aufmarschplatzes gegen das benachbarte Elsass. Durch die deutsche Aneignung des Elsass verlor Landau vollends seine militärische Bedeutung und Bayern erwirkte in seinen Beitrittsverhandlungen zur Verfassung des Deutschen Kaiserreiches (23. November 1870, Schlussprotokoll, XIV, § 3), dass die Festung Landau endgültig aufgegeben wurde. Im Mai 1871 wurde die Bau- und Entfestigungskommission gebildet. Die Leitung der Entfestigung übernahm zunächst Raimund Huber und ab 1875 Wilhelm Schech (1848–1932, ab 1886 Stadtbaumeister von Landau), auf dessen Initiative hin, die beiden Stadttore erhalten blieben.

## Aufbau
Die Grundform der Festung bildete ein längliches Achteck, dessen Ecken sieben bastionierte Türme und ein großes Reduit bildeten. Ringsum war der innere Bereich durch einen Graben abgeschlossen. Durch ein ausgeklügeltes Schleusensystem konnte der Graben bei Bedarf geflutet werden. Vor dem Graben lagen die Außenwerke mit einem gedeckten Weg. In die Stadt führten zwei Tore; eines im Süden und eines im Norden. Die Festung wurde durch den Fluss Queich in zwei Teile geteilt, dessen linker, nördlicher Teil durch Überflutung des vorliegenden Geländes wirksam geschützt werden konnte. Zwei Drittel der Festung waren so durch einen breiten und tiefen Überschwemmungskessel für anstürmende Truppen so gut wie unüberbrückbar. Eine schmale Holzbrücke über den Überschwemmungskessel bildete die einzige Verbindung mit dem Kronwerk.

## Erhaltene Teile
Von den bis zu 198 Werken der Festung sind heute noch etliche erhalten, die wenigsten aber offen sichtbar oder zu besichtigen. Der Festungsbauverein Landau – les Amis de Vauban und die Stadtverwaltung arbeiten an einem Konzept, diese obertägigen sichtbar zu machen.
Von der Hauptmauer, erste in der zweiten Manier Vaubans, sind heute nur noch die beide Tore, die Porte de France (heute: Französisches Tor) mit einem 40 m langen Stück der Courtine und die Porte d’Allemagne (heute: Deutsches Tor) erhalten geblieben.
Größtes erhaltenes Vorwerk ist das von Jacques Tarade in niederländischer Manier erbaute Fort auf dem Kaffenberg im Nordwesten der Stadt, das mit über drei Kilometern Mauer, vorgelagerten Ravelinen, Minengängen, Poternen und das beeindruckendste heute sichtbare Teil. Die Gräben, Außenwerke und Glacis bilden seit Ende des 19. Jahrhunderts den Luitpoldpark und sind heute stark zugewachsen. Auf dem Fort liegt der Campus Landau der Rheinland-Pfälzischen Technischen Universität Kaiserslautern-Landau.
Im Norden liegt an der Hindenburgstraße die Lunette 55, die einst die Verteilerschleuse des Derivationskanals schützte, daneben im Nordpark eine Couvreface. Im Ostpark sieht man die Ostflanke der Lunette 35 und eine Spitze, der der Verschönerungsverein um 1900 das übermannshohe Wappen des bastionierten Turms No. 53 aufsetzte.
Im Savoyen- und Goethepark legt der Festungsbauverein seit 2012 die Lunette 41 frei. Diese Lunette verfügt über einen Tour d’Arçon, einen Verteidigungsturm, dem einzigen runden Bauwerk in der ansonsten eckigen Festung. Der Verein rekonstruiert Turm und Lunette. Der Turm dient als Zugang für die Besichtigung der großen Tunnelanlagen (Minengänge) unter dem Südwesten der Stadt.
Im Bereich innerhalb der Festung sind die Rote Kaserne, die Kommandantur, das Stadthaus, der Paradeplatz, das Zeughaus, die Garnisonskirche (Katharinenkapelle), der Holzhangar, Ein- und Auslassschleusen, Teile der Manege, Teile der Reduitbebauung und viele Wohnbauten des französischen Barock erhalten.

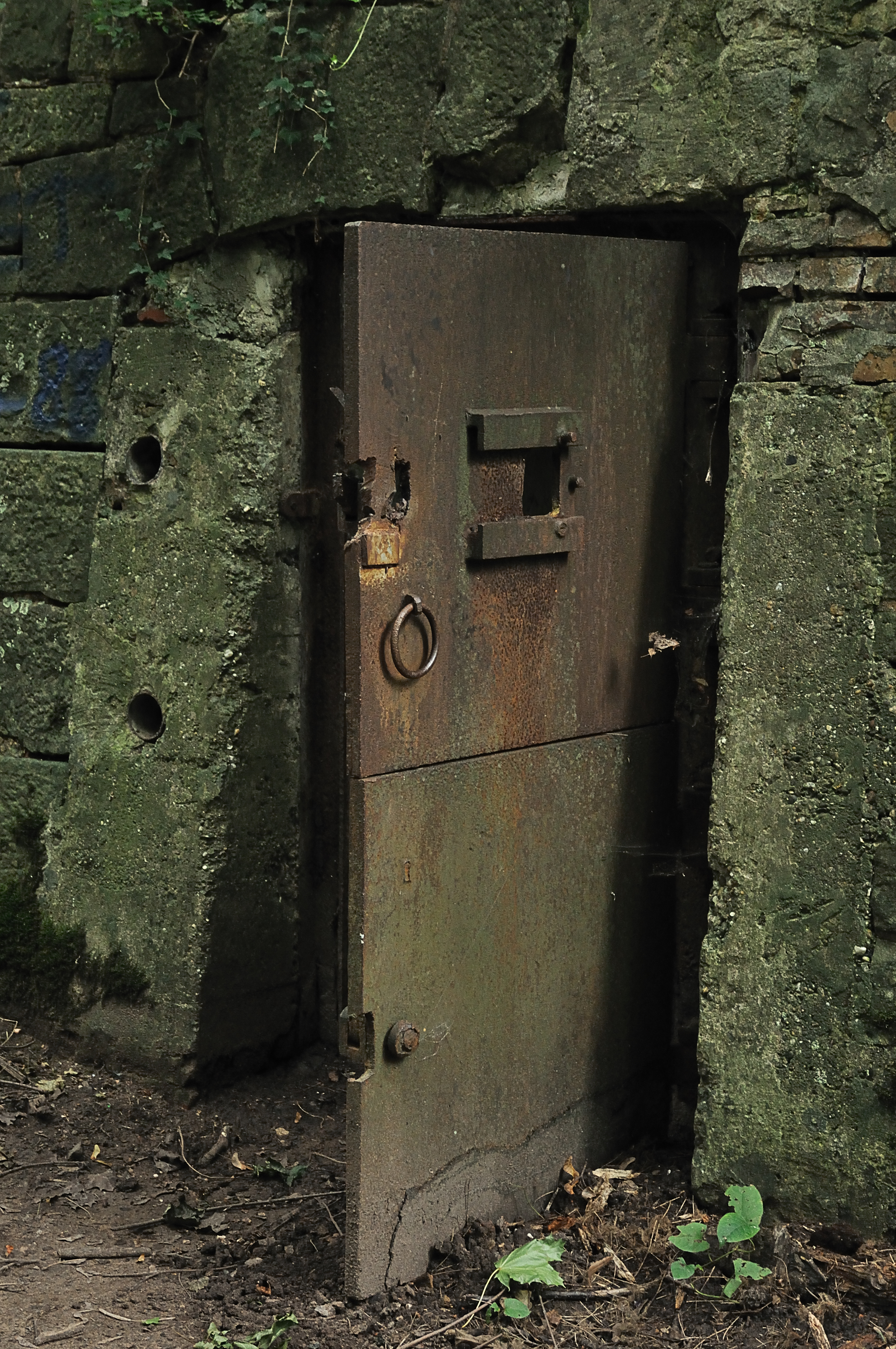
Portcullis (Rückzugs- und Ausfalltor)
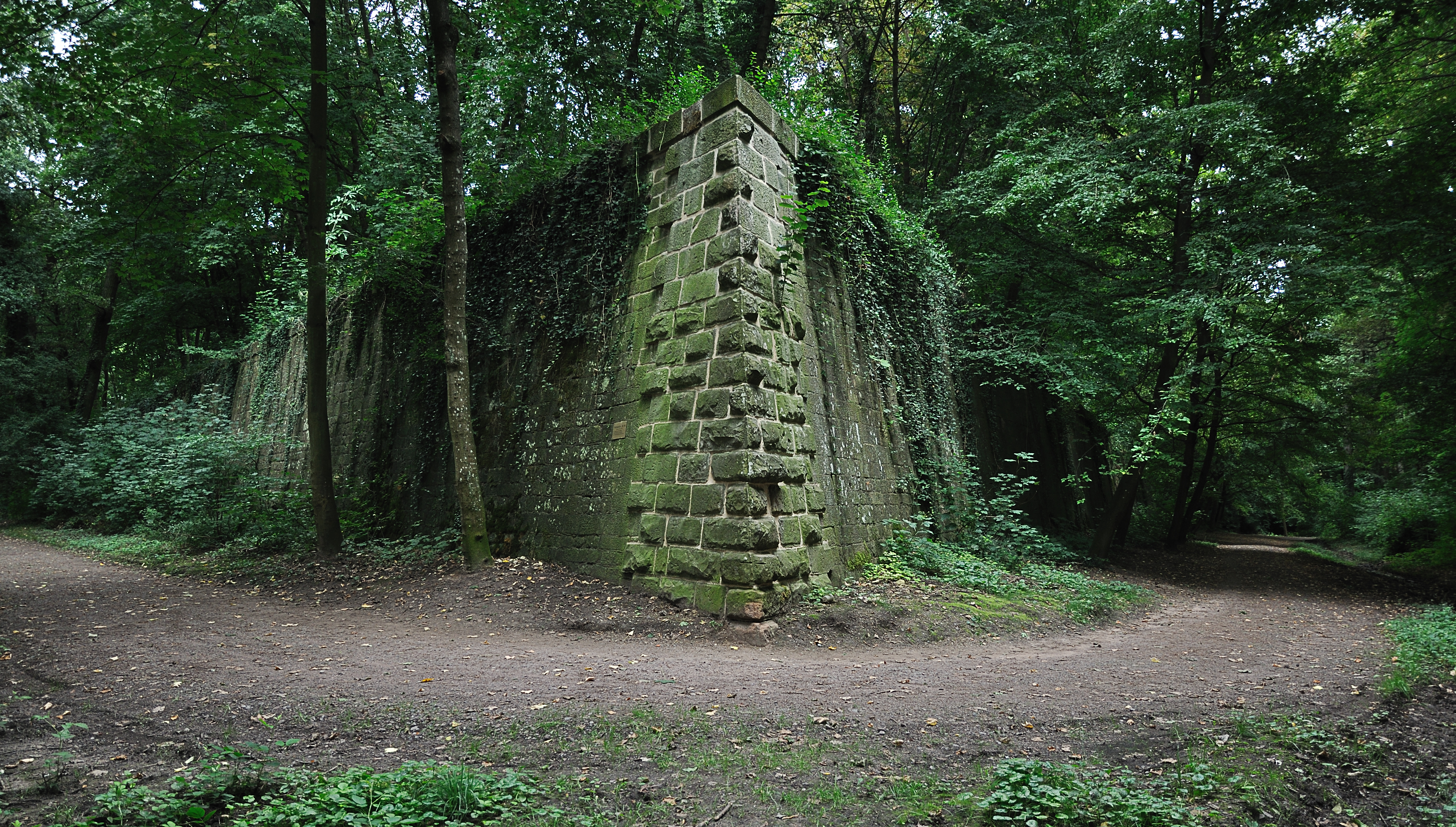
Nordwestbastion des Forts
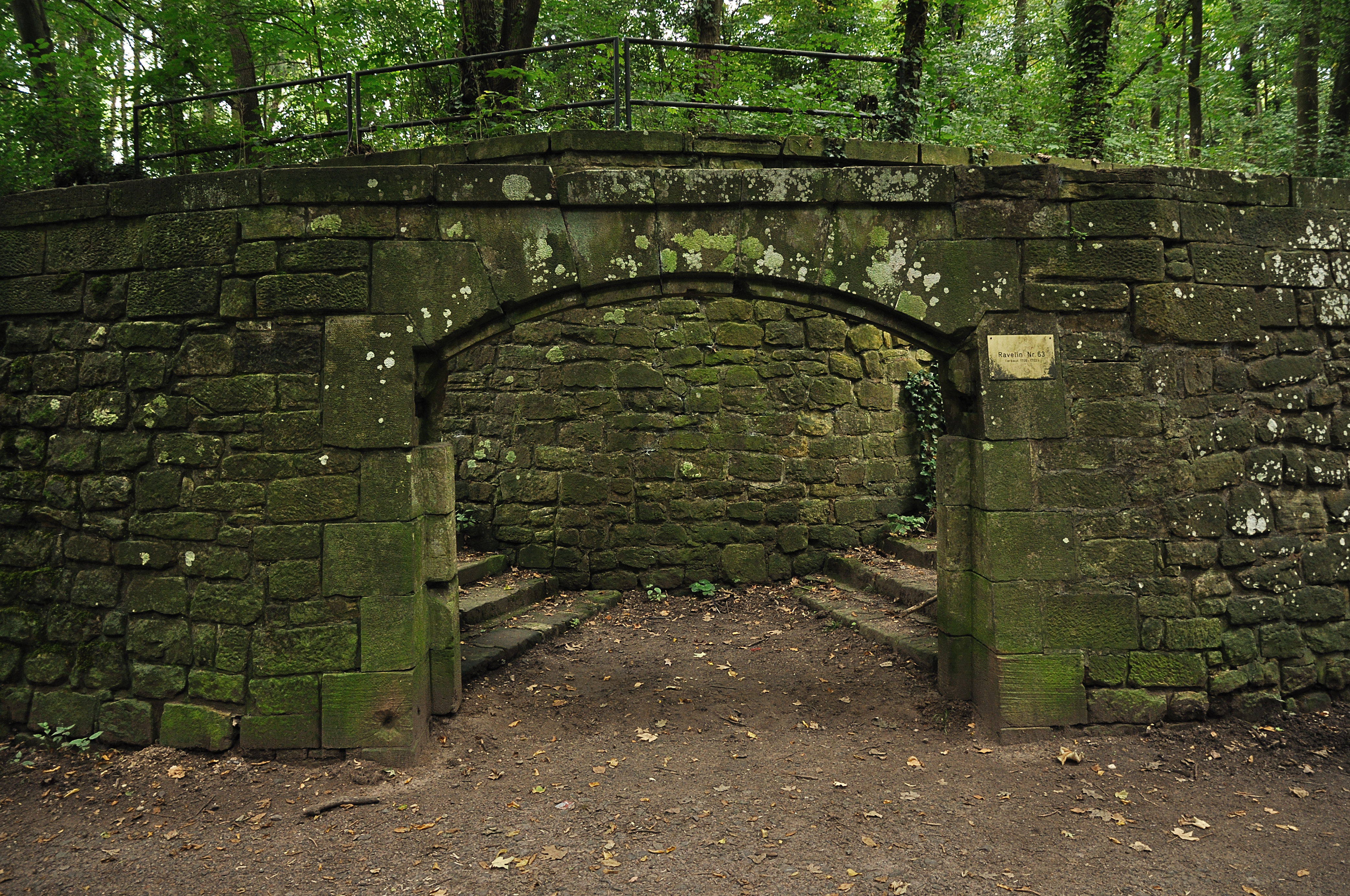
Zugang Ravelin
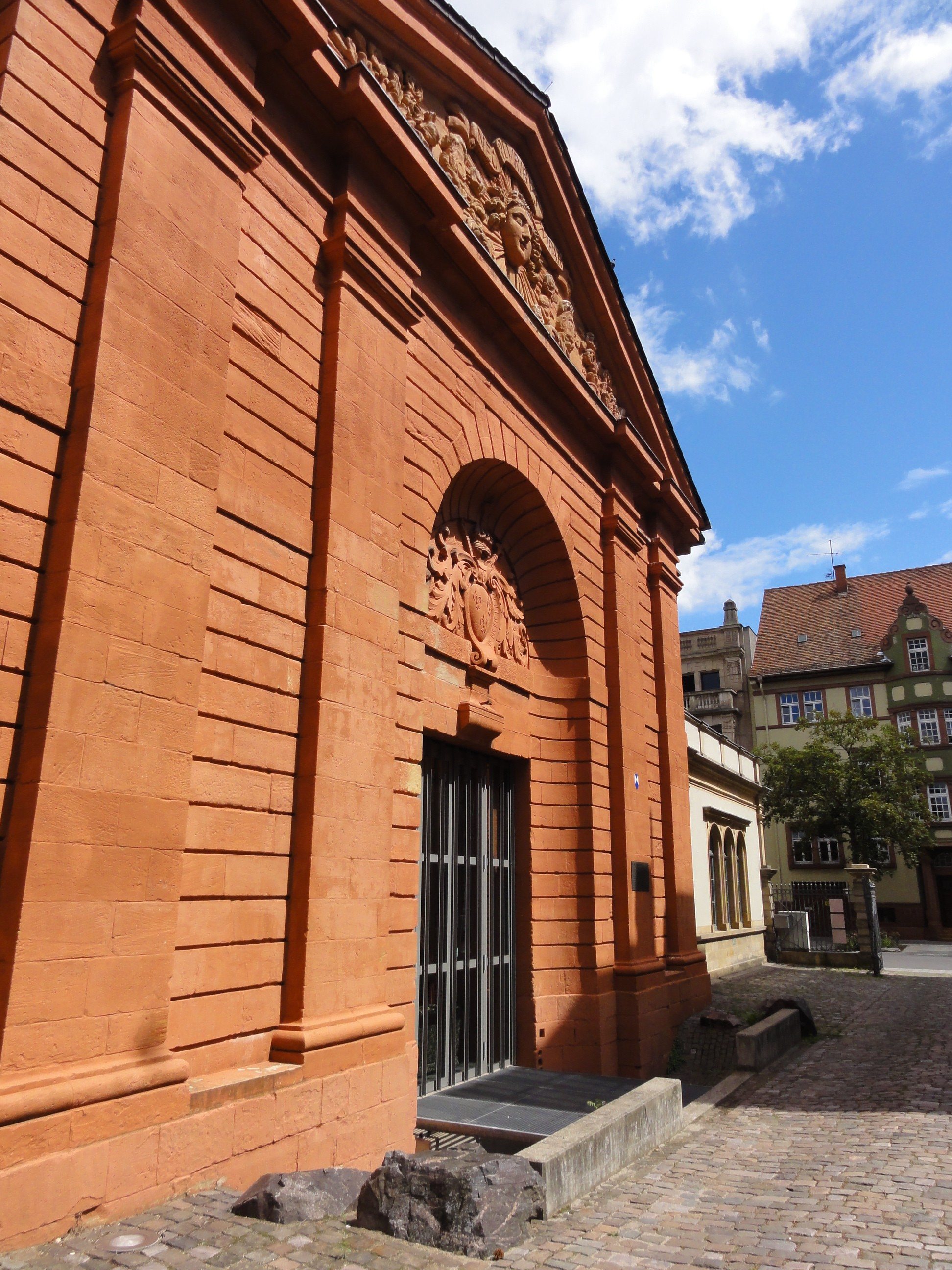
Französisches Tor der Festung Landau
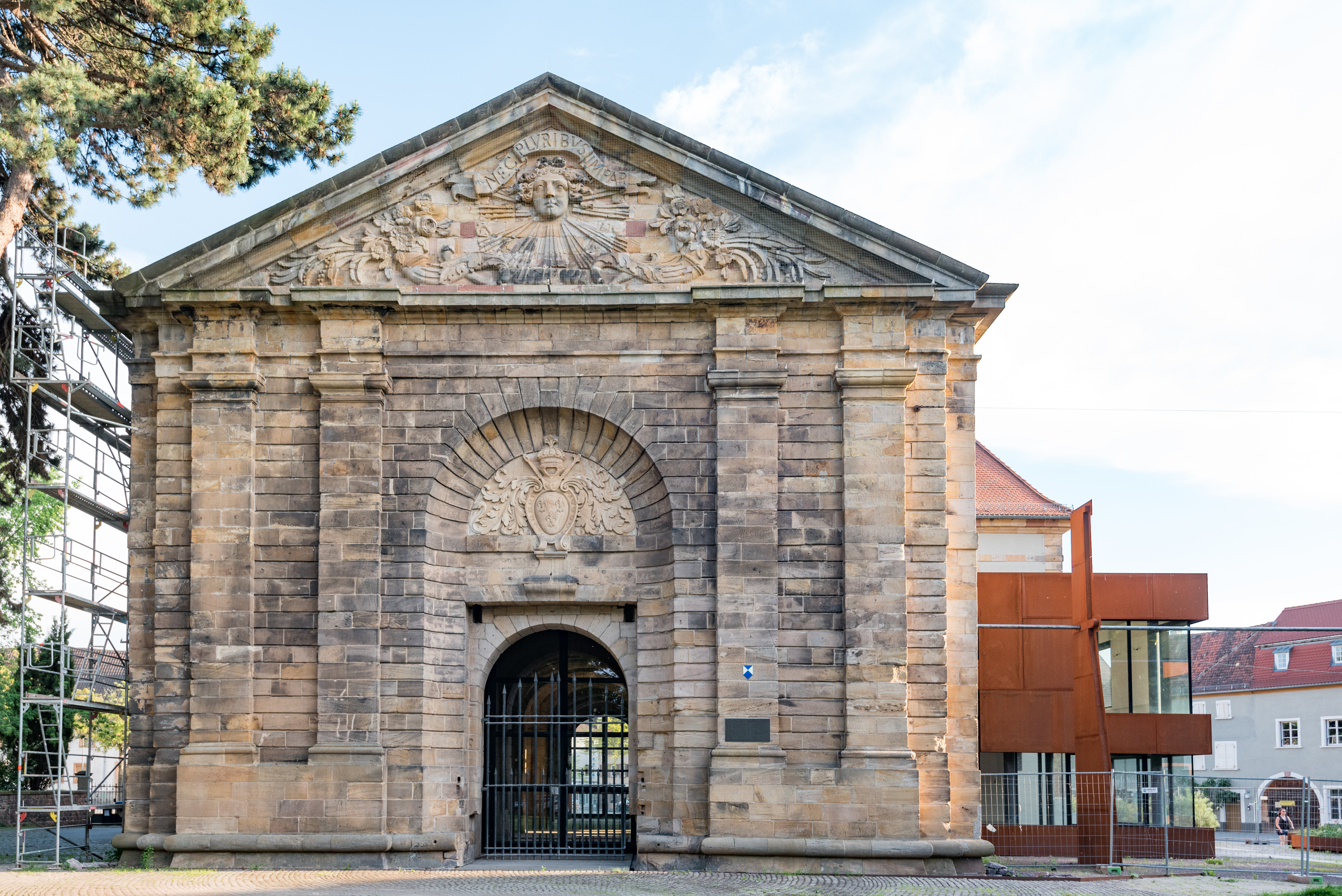
Deutsches Tor